# Polyscias kikuyuensis
Polyscias kikuyuensis (tiếng Anh thường gọi là Parasol Tree) là một loài thực vật thuộc họ Araliaceae. Đây là loài đặc hữu của Kenya. Loài này thích hợp với các khu rừng ẩm vùng đất cao, và hiện đang bị đe dọa vì mất môi trường sống.